# Daryna Verchohljad
Daryna Serhijivna Verchohljad (ukrainska: Дарина Сергіївна Верхогляд), född 22 februari 1992, är en ukrainsk roddare.

## Karriär
I maj 2016 vid EM i Brandeburg tog Verchohljad brons tillsammans med Olena Burjak, Anastasija Kozjenkova och Jevhenija Nimtjenko i scullerfyra. I augusti 2016 tävlade Verchohljad för Ukraina vid olympiska sommarspelen 2016 i Rio de Janeiro, där hon tillsammans med Olena Burjak, Anastasija Kozjenkova och Jevhenija Nimtjenko slutade på fjärde plats i scullerfyra.
I augusti 2018 vid EM i Glasgow tog Verchohljad silver tillsammans med Olena Burjak, Anastasija Kozjenkova och Jevhenija Dovhodko i scullerfyra. I juni 2019 vid EM i Luzern tog hon brons tillsammans med Jevhenija Dovhodko, Anastasija Kozjenkova och Jana Dementieva i scullerfyra.
I augusti 2022 vid EM i München tog Verchohljad brons tillsammans med Natalija Dovhodko, Kateryna Dudtjenko och Jevhenija Dovhodko i scullerfyra. I maj 2023 vid EM i Bled tog hon guld tillsammans med Natalija Dovhodko, Anastasija Kozjenkova och Kateryna Dudtjenko i scullerfyra. I april 2024 vid EM i Szeged tog de silver tillsammans i scullerfyra.